# Akçukur, Ferizli
Akçukur là một xã thuộc quận Ferizli, tỉnh Sakarya, Thổ Nhĩ Kỳ. Dân số thời điểm năm 2008 là 310 người.